# ナノ結晶太陽電池
ナノ結晶太陽電池は、ナノ結晶を使用して光から電気に変換する太陽電池。

## 概要
ナノ結晶は一種の半導体で基板に塗布して作成する。異なるナノ結晶を塗布して複数のバンドギャップを設けることにより、変換効率を高めることが可能。

## 用途
従来の太陽電池の用途を置き換える可能性がある。

## 原理
セレン化カドミウム(CdSe)やテルル化カドミウム(CdTe)のコロイド状無機ナノ結晶を基板に塗布する事で作成する。光を照射する事で発電する。

## 特徴
- 製造法は比較的容易で従来のシリコン系太陽電池よりも低コストで製造可能。
- 変換効率は現時点では結晶系太陽電池に及ばない
- 有機材料を含んでいないので、大気中において安定